# Willibald Maurer
Willibald Maurer (* 13. Juni 1926 in Ottenberg an der Weinstraße; † 5. Mai 2016 in Graz) war ein österreichischer Botaniker. Sein botanisches Autorenkürzel lautet auf „W.Maurer“.

## Leben
Willibald Maurer wuchs bei seinen Großeltern Karl und Rosa Maurer in Ottenberg an der Weinstraße auf, seine alleinstehende Mutter Elisabeth arbeitete in Graz als Kellnerin, zum Vater bestand kein Kontakt. 1932 kam er zur Schwester seiner Mutter Maria Moik nach Graz, wo er die Volksschule und Hauptschule besuchte. Im Juli 1942 begann er eine kaufmännische Lehre, wurde jedoch bereits im August 1942 zum Reichsarbeitsdienst verpflichtet. Weil er vom Auswandern nach Deutsch-Ostafrika träumte, meldete er sich freiwillig zur Kriegsmarine und erhielt eine Ausbildung zum Signalsoldaten, wo er mit Flaggen und Morsezeichen zu kommunizieren lernte. Er musste mit Jänner 1944 einrücken und geriet nach seiner Ausbildung in französische Kriegsgefangenschaft.

### Beruf
Maurer kehrte nach dem Krieg nach Graz zurück, wobei er verschiedenen, meist schlecht bezahlten Gelegenheitsarbeiten nachging und privat Ausbildungen in Stenographie und Maschinenschreiben besuchte. Mit März 1947 trat er eine Stelle als Vertragsbediensteter am Oberlandesgericht Graz an. 1957 erwarb er berufsbegleitend am Abendgymnasium die Matura. Er arbeitete im Verwaltungsdienst vom Oberlandesgericht bis zu seiner Pensionierung 1986 und schloss seine Berufslaufbahn mit den Berufstiteln Regierungsrat und Amtsdirektor ab.

### Botanik
Seit Anfang der 1950er Jahre beschäftigte sich Maurer mit der Botanik, seine ersten Herbarbelege sind aus 1951. Von Anbeginn war er mit dem Leiter der zoologisch-botanischen Abteilung am Landesmuseum Joanneum Karl Mecenović, dem Professor am Institut für Systematische Botanik der Universität Graz, Felix Josef Widder, dem Landesgerichtspräsident i. R. Hans Schaeftlein und vor allem mit dem pensionierten Eisenbahner Johann Brunner, seinem „unvergesslichen Freund und Lehrmeister in der Floristik“ verbunden, dem er 1993 eine von ihm erstmals beschriebene Brombeer-Art (Rubus brunneri) widmete.

### Privates
1958 heiratete er Cäcilia Klammler, im gleichen Jahr wurde Sohn Gerhard Willibald geboren.

## Publikationen
- Arealtypen in der Flora der Kanzel bei Graz. Mitarbeit von Gertrud Smola, Graz 1958, 80 Seiten.
- Die Frauenmantelarten. Und ein Schlüsselblumenbastard im Weizer Bergland. Weiz 1973.
- mit Karl Mecenović und Helga Pittoni-Dannenfeldt: Die Flora von Pischelsdorf und Stubenberg (Steiermark, Österreich). Graz 1975, 64 Seiten (zobodat.at [PDF]).
- Die Pflanzenwelt der Steiermark und angrenzender Gebiete am Alpen-Ostrand. Herausgegeben von der Abteilung für Botanik am Landesmuseum Joanneum in Graz, Verlag für Sammler, Graz 1981, ISBN 3-85365-050-8.
- Die Flora des Passailer Beckens. Herausgegeben von der Arbeitsgemeinschaft für Natur- und Umweltschutz, Natur- und Landeskunde der Steirischen Naturfreunde, Graz 1983, 36 Seiten.
- Flora der Steiermark. Bestimmungsbuch in drei Bänden (Band I, 1996; Band II/1, 1998; Band II/2, 2006), DNB 947395458.

## Mitgliedschaften
- In der am 5. Dezember 1960 gegründeten „Floristisch-geobotanischen Arbeitsgemeinschaft“ (FloAG) war Maurer von Anfang an dabei, wo er sich mit großem Einsatz an der Kartierung der Farn- und Blütenpflanzen in der Steiermark beteiligte.

## Auszeichnungen
- 1966 Erzherzog-Johann-Forschungspreis des Landes Steiermark
- 1984 Korrespondent des Landesmuseums Joanneum